# 2012年巴林大獎賽抗議

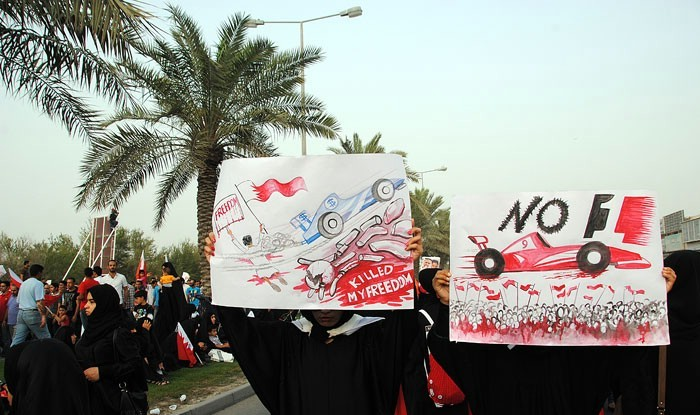
抗議者在4月20日的一場抗議中高舉反F1標語。

在2011年賽事因為正在進行的反政府抗議活動遭取消後，2012年巴林大獎賽重返巴林。
官方不管示威活動正在進行以及暴力衝突層出不斷，仍做出舉辦這場賽事的決定，被半島電視台英語頻道、CNN、法新社及天空新聞台形容為「頗具爭議性」。《獨立報》更稱這場賽事是「體育歷史上最具爭議的比賽之一」。

## 影響這場比賽的事件

### 2011年的取消及2012年的恢復
2011年巴林大獎賽由於2011年2月21日的民間動亂，在王儲薩勒曼·本·哈邁德·本·伊薩·阿勒哈利法和巴林汽車聯盟的要求下被取消。在國際汽聯世界汽車運動理事會試圖於十月恢復比賽未成的一個月後，國際汽聯發布一份暫定的2012年賽曆，再度安排了巴林大獎賽。賽事最初定在11月舉行，以便等到安定後再重返該國。第二份暫定賽曆於7月發布，其中巴林大獎賽被提前到了4月22日。接著，在2011年12月最終賽程表公布後正式敲定。
隨著2012年賽季的季前測試於2012年2月展開，巴林大獎賽的未來再度成為了媒體炒作的議題。許多車隊早在2011年日本大獎賽時便對該國的情勢表示關切，而巴林人權中心也力勸各隊在該國再度發生的政治動亂中，聯合抵制這場比賽，並聲稱巴林政府試圖利用這場比賽來展現出該國當前情勢仍處穩定。伯尼·埃克萊斯頓則堅持他繼續舉辦這場比賽的立場，而1996年世界冠軍戴蒙·希爾也表示，他相信在造訪過該國之後，一級方程式賽車可以「心安理得」的重返巴林。然而，希爾在兩週後改變了他的立場，指出這場比賽「產生出的問題可能比已經解決的來得多」。他進一步闡述並告誡切勿對此「漠不關心」，也力勸這項運動不該有政治介入。另外，前世界冠軍傑奇·史都華亦表示他支持舉辦這場比賽，並警告說相較於舉辦比賽，取消大獎賽可能會對這項運動造成更大的損失。

### 對這場比賽的平民抗議活動
該國的人權團體在2012年1月力勸各隊在該國持續進行衝突中，聯合抵制這場比賽。一個自稱2月14日青年同盟的抗議組織在2月寫信給伯尼·埃克萊斯頓，威脅若是比賽進行的話，他們將「在他們的能力範圍內讓比賽以失敗收場」。他們更補充說明如果比賽照常，他們將無法保證車隊、車手和觀眾的安全。埃克萊斯頓並不擔心這次的恐嚇，說道他不覺得示威者需要訴諸暴力，並相信賽事主辦方不會對任何武力反抗作出回應。而世界車手冠軍賽巴斯蒂安·維特爾及麥可·舒馬克同樣也贊同照常舉行這場比賽。
2012年3月28日，埃克萊斯頓證實這場賽事將照常舉辦。四天後，示威者重啟他們對這場比賽的抗議，而警方則終止了阿布赛巴和都柏利的示威活動。積極分子也轉向了Twitter，以努力讓這場比賽被取消。據報導，在四月的第一週結束前，抗議活動的重點已經轉移到了這場比賽上，而積極分子指控政府利用這場比賽來「欺騙國際社會，告知他們一切都已恢復正常」。然而，政府回絕了這些說法，而賽道主席扎耶德·阿勒扎亞尼（Zayed al-Zayani）是以所有涉及的利益為出發點來提出這場比賽，且會為這個區域帶來不容小覷的經濟利益。阿勒扎亞尼進一步宣稱，他並不明白為何這場比賽會被轉變為一個政治議題，反而說道「比賽持續在準備中，因為巴林是中東賽車運動的主場」，並指責了想利用這場比賽製造道德恐慌的「空談的旁觀者」和「危言聳聽的極端分子」。另一方面，激進主義分子則否認了這些說法，並重申他們認為政府仍試圖利用這場比賽「告訴外界整起事件已經恢復平和」且「他們想要脫離孤立，才會說這一切都已恢復正常了」。
在反比賽抗議後，埃克萊斯頓承認如果車隊不想在巴林出賽的話，他也沒有權力強制他們。同日，《衛報》引述了一位不具名的車隊主席的話，指出他「身體不適」無法前往巴林，又說「他們（主辦方）能安然無事地辦完這場比賽的唯一辦法，就是有一支完整的軍隊在那管制進出。而我認為這無論是對F1或是對巴林來說都是無法令人滿意的。但是我想不到其他辦法了。」他也承認儘管在比賽兩週前，外交及國協事務部並沒有對巴林發出任何旅遊限制，且車隊的保險公司也對前往該國沒有異議，但仍有幾支車隊仍對於比賽的進行持保留態度。因為這場比賽被安排在中國大獎賽的一週後，以防巴林大獎賽被取消，據稱車隊已經收到了兩份來回機票（一份從上海直達英格蘭；另一份從上海到英格蘭，中途停靠巴林）。埃克萊斯頓則輕輕帶過這些評論，稱十二支車隊中沒有任何一支車隊對於出賽向他表示異議，並補充說任何沒有出賽的車隊將違反協和協議，且有可能將面臨罰款。

### 國際汽聯的回應
在巴林賽事前一週的中國大獎賽籌備期間，扎耶德·阿勒扎亞尼注意到了一份受路特斯車隊委託的報告，預測這場比賽的抗議活動將僅限於和平示威，除了警力略顯增加之外，觀眾並不會注意到這場比賽與2010年和2012年賽事之間的差異。這份路特斯的報告經過了倫敦警察廳前助理總監及巴林內政部顧問約翰·耶茨簡報的證實，並聲明抗議活動是非法的且被報導歪曲。耶茨隨後承認巴林政府沒有辦法在比賽期間保證任何人的安全，且保安部隊在大獎賽期間的衝突事件中，將可能被迫使用真槍實彈和致命武器。在此之後又警告抗議活動可能會造成傷亡，巴林人權中心主席納比勒·拉傑卜則保證一級方程式賽車場內不會有人因示威活動受傷，且示威對這項運動並不是一場人身攻擊，而是針對這場比賽繼續舉辦的政治影響。
一級方程式車隊協會的成員對比賽將被取消的媒體猜測做出回應，表示他們並沒有取消一場大獎賽的權力，而伯尼·埃克萊斯頓也宣布這場比賽只會在巴林當局的要求下取消。當被問到他們對巴林大獎賽的看法時，麥拉倫和紅牛的車手簡森·巴頓及馬克·韋伯皆呼籲這項運動在此議題上要團結，並請國際汽聯盡可能地做出明確的決定。
國際汽聯在4月13日發布一份聲明，斷定巴林事件的狀態令人滿意，且2012年巴林大獎賽將如期舉辦。在一場車隊與埃克萊斯頓在上海召開的會議後，車隊宣布他們對舉辦這場比賽的決定感到高興。這項決定引起了人權倡導者的異議，國際特赦組織稱當前的情況不比2011年來得好，而《泰晤士報》更報導車隊開除了反對參加巴林賽事的工作人員。麥拉倫和梅賽德斯則宣布他們支持舉辦這場比賽，麥拉倫車隊主席馬丁·惠特馬什表示只要巴林賽事仍在賽曆上，麥拉倫便會出賽。

#### 與2006年土耳其大獎賽政治事件相比
在2006年土耳其大獎賽，分站冠軍費利佩·馬薩從目前全世界只有土耳其承認的政權——北賽普勒斯土耳其共和國的時任總統麥赫邁特·阿里·塔拉特手中接過獎盃。隨後，國際汽聯在賽普勒斯共和國政府正式被起訴後展開調查，對比賽主辦方罰款500萬美元（2,787,068土耳其里拉），國際汽聯發言人表示「政治中立是國際汽聯身為國際汽車運動主管組織的基礎。絕不會輕易妥協或接受任何對此中立性的侵犯」，這同時也與《國際汽聯章程》（FIA Statutes）第一條「國際汽聯應當避免在其活動過程中顯現種族、政治或宗教方面的歧視」相呼應。
在2012年巴林大獎賽的籌備過程中，有評論家指出，比賽籌辦單位正在透過「UNIF1ED — One Nation In Celebration」（統一——慶祝國家統一）的標語宣傳這場比賽，其中「unified」的「fi」被更改成「F1」。記者基思·科蘭泰恩（Keith Collantine）在他貼在自己網站上的一篇報導中，形容這次的活動充滿了政治色彩，而國際汽聯的回覆則是在他們自己的章程下「對國際汽聯政治中立聲明做出一次嘲弄」。另外，天空體育F1台維修道記者泰德·克拉維茨也評論說「我在一級方程式賽車中所提及的每位車隊老闆及個人皆曾說過『我告訴你：他們不應該提到UniF1ed』，其中一個重要的原因，正是你不該用一級方程式賽車來追逐政治目的。」而當被問到關於「UNIF1ED」活動時，尚·陶德刻意迴避了這個問題。
記者對於這次的紛爭報導指出，「UNIF1ED」不但未能呈現出該國的統一，反而製造出了反效果。

### 來自國際外交界的壓力
隨著比賽的來臨，包括傑瑞米·科爾賓、彼得·博頓利、鮑勃·拉塞爾及安迪·斯勞特等幾位英國國會議員呼籲立即取消比賽，並表示關切說「一級方程式賽車將被巴林政府作為其抑制異議手段的一次背書」。工黨也直接呼籲英國車手簡森·巴頓、路易斯·漢米爾頓和保羅·達·雷斯達聯合抵制這場比賽。工黨黨魁艾德·米勒班和影子內閣內政大臣顧綺慧亦公開呼籲中止這場比賽。
在寫給紅牛公司及新聞集團執行長迪特里希·馬特希茨與魯柏·梅鐸的信中，影子內閣外交大臣道格拉斯·亞歷山大敦促各車隊、媒體和贊助商聯合抵制這場賽事。儘管沒有明確提到這場大獎賽，白宮仍舊譴責衝突雙方的暴力行為。4月19日，包含殼牌公司、沃達豐、瑞銀集團等的一些贊助商表示，將不會利用這場比賽來招待客戶和合作夥伴。企業招待會所也從這場比賽中撤出，其中有些更歷經了高達百分之八十的業績衰退。
國際汽聯主席尚·陶德仍舊堅持著他認為該國安全無虞的立場，並提到「很顯然地，這場大獎賽可以照常舉辦。雖然一直有著關於這場比賽的爭議，但國際汽聯是一個體育組織。我們只關心體育，而非政治」。伯尼·埃克萊斯頓更延續說這個國家很「寧靜祥和」，即便警方必須在比賽前幾天使用閃光彈來解散兩百餘位流氓的暴力集團，以及稱作「憤怒日」的暴徒。

### 車隊抵達巴林
第一批車隊人員在4月17日抵達巴林，當日報導指出60位什葉派示威領袖已經在比賽前被捕。車隊在為前往巴林作準備時，採取了額外的安全預防措施，包括僱用當地安全專家和策劃從首都到賽道約40（24.9英里）的專家路程。通訊社法新社報導，他們的記者和攝影師被阻止進入巴林，而也有一些外國記者的簽證被延期，以防止他們進入該國。法新社更進一步報導，所有操作攝影機的人員被要求隨時攜帶高能見度的標誌，以便於清楚地辨認他們，並防止他們在賽道之外進行報導。而那些經批准進入巴林的記者則轉向使用社會化媒體網站，以規避新聞審查制度。報導指出從麥納瑪到賽道沿路上有包含了裝甲車輛和鎮暴警察的大量警力。
威廉斯車手帕斯托·馬爾多納多的比賽工程師夏維·普喬拉（Xevi Pujolar）將一張相片上傳至Twitter，並記述「外頭一切安全」。同時，HRT車手及大獎賽車手協會主席佩德羅·德·拉·羅薩也談到他並不擔心這場賽事的安全。衛冕世界冠軍賽巴斯蒂安·維泰爾補充說，他覺得巴林不比巴西來得危險；2009年世界冠軍簡森·巴頓在聖保羅的2010年巴西大獎賽期間被捲入一起事件當中，在他離開賽道之後，一名武裝持槍者試圖劫持他的轎車。維泰爾的言論引起了前車手魯本斯·巴里切羅的批評，他表示巴西跟巴林根本無法相比。包括了巴頓、麥可·舒馬克和羅曼·格羅斯讓等一些車手拒絕再對巴林的政治局勢發表言論，並重申他們相信體育與當地政治應該有所區隔。在《獨立報》的一篇評論文章中，記者員羅柏·費斯克嚴厲抨擊車手抱持他們的中立立場，稱賽巴斯蒂安·維泰爾「無知」，並指責簡森·巴頓與路易斯·漢米爾頓持雙重標準，又得出結論認為21世紀的體育界人士再也無力疏遠道德價值觀。
在這場大獎賽的墊場賽——2012年保時捷超級盃賽季開幕戰出戰的保時捷超級盃車隊MRS車隊（MRS Racing）於4月18日退出比賽，理由是他們擔心該國的安全。

### 印度威力汽油炸彈事件
4月18日，前麥拉倫機械師、轉任記者的馬克·普里斯特利（Marc Priestley）在Twitter上報導，印度威力技工使用的出租汽車被捲入一起汽油爆炸事件，所幸沒有傷亡或財產損失。該隊一直使用著一輛沒有任何標誌的汽車往返兩地，且在附近發生汽油爆炸事件之前，他們被一個無法移除的臨時路障耽擱住。這起事件的進一步報導指出，技工曾短暫接觸到安全部隊朝抗議者施放的催淚彈。其中一位捲入風波的車隊成員在隔日便飛離該國。這名未具名的技工在該國不再感到舒適，因此選擇離去。第二名技工也在幾個小時後離開。印度威力車手尼古拉斯·賀根堡對這一連串的事件感到不安，並且提到讓車隊成員擔心自身安全是「不對的」。
在週五早上的第一階段自由練習賽結束不久後，媒體推測認為印度威力將不會參加當日晚些時候展開的第二階段自由練習賽，因為他們不放心在天黑後回到麥納瑪。雖然第二階段會在當地時間15時30分結束，但車隊還必須收拾維修站車庫，不可能在週五下午前離開賽道，勢必會遇上一些大型有組織的阿拉伯之春示威遊行（抑或是「憤怒日」）。這項運動的資深攝影師達倫·希斯（Darren Heath）更描述說維修道上上下下皆存在著類似的不安感。該隊隨後也證實他們正在考慮退出第二階段，同時也在評估提早退出前參與少部分練習賽的可能性。最終，車隊決定不參加第二階段練習賽。不過，該隊依舊維持他們贊同舉辦比賽的決定。伯尼·埃克萊斯頓對該隊決定退出第二階段練習賽的決定感到困惑，並指出沒有其他車隊表示擔憂他們的安全，且他也曾提議陪伴印度威力人員返回麥納瑪，不過卻遭到他們拒絕。
薩伯車隊成員也證實他們曾經歷了類似的遭遇；一輛載滿車隊人員的小型巴士穿越了路中央的火勢，又出現一群蒙面的男子靠近車輛，之後司機才得以順利駛離現場。一位巴西記者同樣報導目擊警方朝示威者施放催淚彈。

### 阿勒哈利法向反對比賽者致詞
4月20日的第二階段練習賽結束不久後，巴林王儲薩勒曼·本·哈邁德·本·伊薩·阿勒哈利法在媒體齊聚這場賽事前發言表示，他拒絕取消這場比賽，並表示這對巴林的未來至關重要。
「我絕對可以保證，任何可能或不可能發生的問題並不會去針對一級方程式賽車。這正好能顯示出來引起紛亂的人們是誰。（身在英國的）你曾在去年於你的國家遭遇這些問題，且政
治權利的抗議與暴亂之間是有很大的不同，而又發生在印度威力周遭的攻擊是針對警方的。這是無緣無故且很危險的。但是，參與一級方程式賽車的人們在任何時候都不會處於危險之中。」
在阿勒哈利法致詞的時候，示威者與政府間緊張的局勢被形容為是，自警方在2011年3月於麥納瑪的珍珠廣場展開對示威者展開一系列夜襲，導致四名示威者死亡的血腥星期四以來的最高點。而他的言論在幾個方面受到了批評，新聞自由組織指出，透過限制給予記者的使用權來看，政府「想要藉由舉辦一場大獎賽帶來國際社會的關注，但又不希望外國記者在賽道周遭遊蕩，他們可能會見著政治示威者們」，從而使這場比賽轉變為一場「宣傳活動」。
一名示威者於比賽前的週五，在與警方的衝突中被殺死。
黑客組織匿名者對這場比賽表示憤怒，展開了「Operation Bahrain」活動，並威脅要把一級方程式賽車官方網站在比賽週末期間變成「一個網路空間的冒煙隕石坑」。該網站經過一次分散式阻斷服務攻擊後短暫地停止運作，不過在幾個小時後便恢復正常。一位匿名者的代表聲稱會更進一步對一些巴林政府部門的網站發動類似的攻擊。